# William John Locke
William John Locke, né  en Guyane britannique le 20 mars 1863 et mort le 15 mai 1930 à Paris, est un romancier, scénariste et dramaturge anglais.

### Traductions en français
- Les joyeuses aventures d'Aristide Pujol, traduction par A. et V. Gignoux, Larousse, Contes et romans pour tous, 1929 puis Black Coat Press, collection Rivière Blanche Baskerville, 2015
- Simon l'ironiste, traduction par A. et V. Gignoux, l'Harmattan, 2004  (ISBN 2-7475-5761-8)
- Le Vagabond bien-aimé, traduction de The Beloved Vagabond par Robert Maghe, collection Marabout no 86

### Adaptations au cinéma
Plus de vingt films ont été réalisés d'après ses ouvrages, dont :
- 1918 : Stella Maris par Marshall Neilan
- 1925 : Stella Maris par Charles Brabin
- 2004 : Les Dames de Cornouailles (Ladies in Lavender) par Charles Dance